# Suradadi (Terara)
Suradadi is een bestuurslaag in het regentschap Oost-Lombok van de provincie West-Nusa Tenggara, Indonesië. Suradadi telt 8677 inwoners (volkstelling 2010).